# Sojové mléko
Sojové mléko či sojový nápoj je označení pro nápoj vyráběný ze sóji namáčením, drcením, vařením a následným přecezením. Vedlejším produktem výroby sojového mléka je okara.
Sojové mléko ve skutečnosti pravým mlékem není, ani jej neobsahuje. Nazývá se tak pro svou podobnost a proto, že je používáno jako náhražka nebo alternativa zvířecího mléka například ve veganské a vegetariánské kuchyni nebo při intoleranci laktózy. V některých jurisdikcích, včetně EU, nelze na těchto výrobcích použít slovo mléko, proto je výrobci označují slovem nápoj.

## Rozšíření
Sojové mléko je používáno především v Číně. Rozšířeno je i v Japonsku, ale nedosahuje tam takového rozšíření jako mléko kravské, používá se především k výrobě tofu. Ve 21. století se rozšiřuje i v západním světě, jako nástroj zdravého životního stylu. Používá se také k vaření a pečení.